# Micropotamogale lamottei
Micropotamogale lamottei é uma espécie de mamífero da família Tenrecidae. Ocorre na região do Monte Nimba, na Libéria, Guiné e Costa do Marfim